# Banovići Selo
Banovići Selo är en ort i Bosnien och Hercegovina. Den ligger i den centrala delen av landet, 60 kilometer norr om huvudstaden Sarajevo. Banovići Selo ligger 450 meter över havet och antalet invånare är 2 549.
Terrängen runt Banovići Selo är kuperad. Närmaste större samhälle är Živinice, 17,3 kilometer öster om Banovići Selo.
I omgivningarna runt Banovići Selo växer i huvudsak lövfällande lövskog. Runt Banovići Selo är det ganska tätbefolkat, med 93 invånare per kvadratkilometer.